# Scuola Slesiana
Con il termine di Scuola Slesiana si racchiude l'insieme dei poeti di lingua tedesca che vissero nella regione storica della Slesia fra il 1625 ed il 1670.
All'interno di questo raggruppamento si distinguono 2 sottogruppi:
- Prima Scuola Slesiana, composta da:
  - Martin Opitz (precursore di tale corrente poetica)
  - Simon Dach
  - Paul Fleming
  - Andreas Gryphius
  - Daniel Czepko
  - Angelus Silesius
  - Friedrich von Logau

- Seconda Scuola Slesiana, composta da:
  - Christian Hofmann von Hofmannswaldau
  - Daniel Casper von Lohenstein